# سیارک ۶۴۹۷
سیارک ۶۴۹۷ (به انگلیسی: 6497 Yamasaki، نام‌گذاری: 1992UR3) شش هزار و چهارصد و نود و هفتمین سیارک کشف شده‌است که در ۲۷ اکتبر ۱۹۹۲ کشف شد.
قدر مطلق سیارک برابر ۱۴٫۰۰ است.